# Triaj

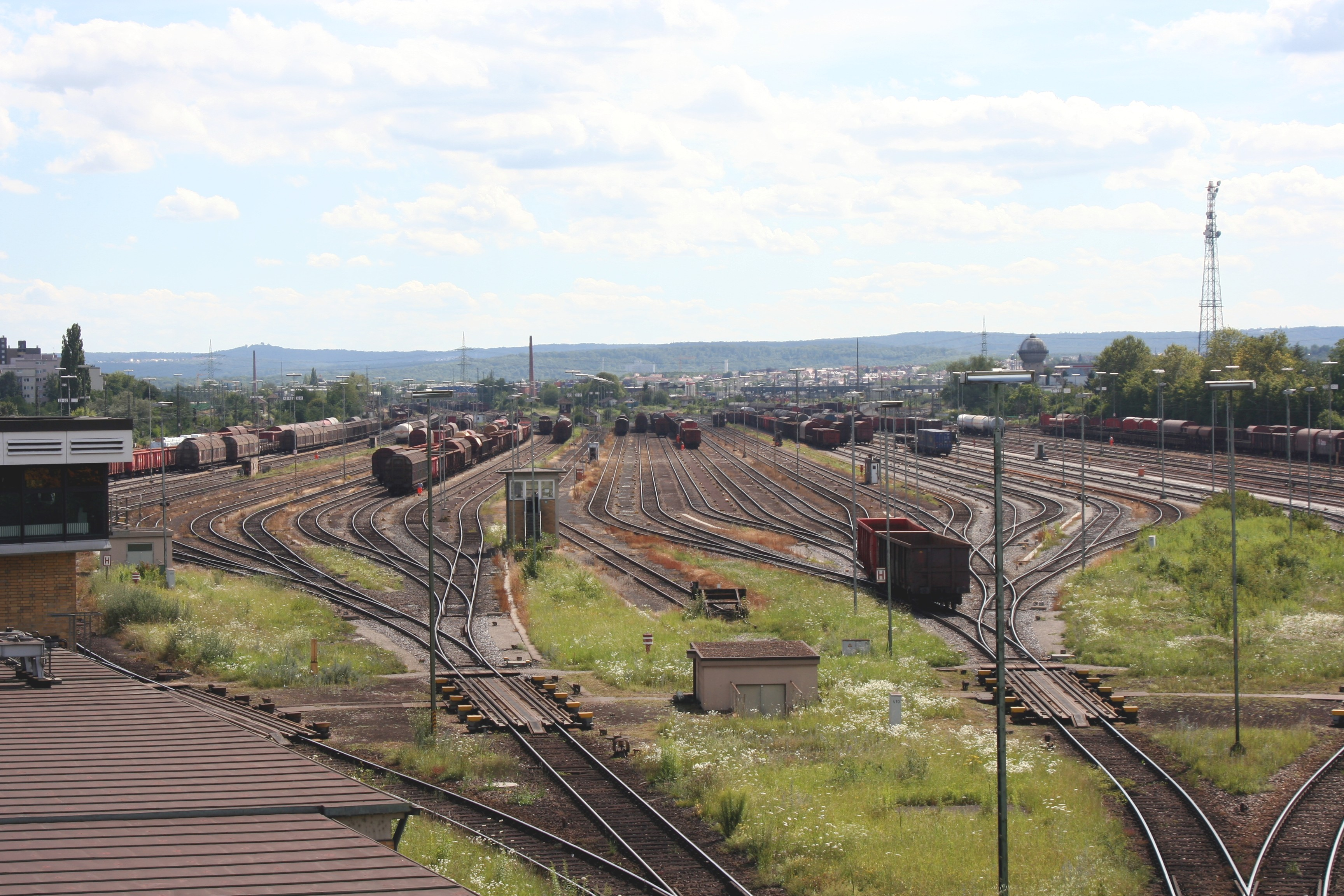
Triajul Kornwestheim Rbf (Stuttgart, Germania)

Triajul, numit de asemenea stație de triaj sau gară de triaj, este o stație de cale ferată tehnică specială având ca scop descompunerea și compunerea trenurilor de marfă prin trierea vagoanelor. De obicei, triajele sunt situate în noduri mari de cale ferată și în principalele orașe industriale sau portuare.

## Compunerea triajelor
În mod obișnuit triajele se compun din următoarele grupe de linii și instalații dispuse în serie (în România denumite cu litere de la A până la D):
- grupa A: grupa de primire a trenurilor;
- cocoașă de triere: una sau două linii în plan înclinat pe o pantă artificală pentru lansarea prin gravitație a vagoanelor prelucrate;
- opțional, în triaje mecanizate sau automatizate: frâne de cale, frâne plasate la baza cocoașei pentru reglarea vitezei vagoanelor;
- grupa B: grupa de triere, cea mai mare grupă de linii din triaj cu în medie 20 până 40 (in Europa frecvent 32) linii, pentru trierea vagoanelor spre destinație; în triajele fără grupa D este de asemenea grupa de expediere a trenurilor;
- opțional: grupa C, grupa de retriere vagoanelor separat după stații, pentru expediere cu trenuri de marfă locale;
- opțional: grupa D, grupa de expediere a trenurilor.

Triajele sunt în majoritate în formă de trecere cu un singur sens de triere, numit triaj simplu, sau în triajele mari uneori au două sensuri de triere, numit triaj dublu sau bilateral; există și puține triaje cu structură de stație terminus, în special în Italia.

## Triaje în România
Cele mai importante triaje din România sunt (se indică numărului liniilor din grupa B):
- Suceava (20)
- Socola (Iași, 24)
- Dej Triaj (25)
- Oradea Est Triaj (24)
- Arad (18)
- Ronaț Triaj (Timișoara, 23)
- Caransebeș Triaj (24)
- Simeria Triaj (28)
- Coșlariu (Teiuș; 29, alte 10 linii au fost desființate)
- Brașov Triaj (26)
- Adjud (24)
- Pașcani Triaj (20)
- Barboși Triaj (Galați, în satul Movileni, 32) cel mai mare triaj feroviar din Romania
  - La combinatul siderurgic din Galați există un alt triaj special.
- Ploiești Triaj (31)
- Golești (Pitești, ??)
- Craiova Triaj (20)
- București Triaj (16, alte 16 linii au fost desființate; anterior a fost un triaj dublu al cărui sens de triere secundar avea 21 de linii în grupa B)
- Palas (Constanța, 23)

În portul maritim Constanța este situat un alt triaj special cu două sensuri de triere.

## Alte triaje
Triajul de la gara Chișinău (Republica Moldova) are 18 linii în grupa de triere cu frâne de cale.
Cel mai mare triaj din lume este triajul Bailey Yard (în limba engleză, classification yard: triaj) din North Platte (Nebraska, SUA), cu două sensuri de triaj și 64 / 50 linii în grupele de triere. Cel mai mare triaj din Europa este triajul Maschen Rbf (în limba germană, Rangierbahnhof: triaj), la sud de Hamburg, Germania, de asemenea cu două sensuri de triaj și 64 / 48 linii în grupele de triere.

## Literatură
- RĂDULEȚ Remus et al.: Lexiconul tehnic Romîn. Vol. 17, pp. 612 ... 615. București: Editură tehnică 1965.
- MANOLIU C.: Tendințe actuale în dezvoltarea și modernizarea stațiilor de triaj. În: Revista căilor ferate, I/1970, pp. 24 ... 30, 43.
- POPA Ioan I.: Triaje automatizate. București: Oficiul de informare documentară pentru transporturi și telecomunicații 1979 (fără ISBN).
- IORDĂNESCU Dumitru/ GEORGESCU Constantin: Construcții pentru transporturi în România 1881 - 1981. Monografie volumul I. București: Centrală de Construcții Căi ferate (CCCF) 1986. (fără ISBN).
- POPESCU Ilie/ JELESNIAC Teodora/ TURTURICĂ Ion et al.: Căile ferate Române. O istorie în date și imagini. București: SNCFR: Centrul de perfectionare și editura 1994 (fără ISBN).